# Halcionins
Els halcionins (Halcyoninae) són una subfamília d'ocells coraciformes, dins la família dels alcedínids (Alcedinidae), si bé altres classificacions li donen categoria de família de ple dret (Halcyonidae) dins el subordre Alcedines. Aquesta subfamília, és la que té més espècies de les tres que formen la família dels alcedínids, amb 56 - 62 espècies en prop de 12 gèneres, incloent-hi diverses espècies de Cucaburra. El tàxon sembla haver sorgit a Indoxina i les illes del sud-est asiàtic, escampant-se després per moltes zones del món. Són comuns a l'Àsia i Australàsia, encara que també apareixen a l'Àfrica i les illes del Pacífic i l'Índic, habitant una sèrie de medis que van del bosc tropical fins a les zones forestals obertes.

La major part són monògams i territorials, i nien en forats als arbres o nius de tèrmits. Ambdós pares incuben els ous i alimenten els polls. Encara que algunes espècies de la família freqüenten les zones humides, cap no és un ictiòfag especialitzat. La més gran part de les espècies romanen en una perxa atents als moviments d'invertebrats o vertebrats petits.

## Descripció
- Són ocells amb cua curta, cap gran, compactes, amb becs llargs i rectes. Com la majoria dels coraciformes, tenen colors brillants.
- Són espècies de mitjanes a grans, generalment amb l'aspecte típic de blauet, tot i l'aspecte del gran i cònic bec del Cucaburra i les llargues plomes de la cua dels blauets del paradís.
- Algunes espècies, especialment el Cucaburra, presenten dimorfisme sexual.

## Hàbitat i distribució
La major part es troben en climes càlids d'Àfrica, sud i sud-est d'Àsia i Australàsia. Cap membre d'aquesta família habita el Nou Món. L'origen de la família es creu que han estat l'Australàsia tropical, on encara hi viuen la major part de les espècies.

Viuen a un ampli ventall d'hàbitats forestals, des del bosc tropical fins zones forestals obertes. Molts no estan estretament vinculats a l'aigua, i es pot trobar a les zones àrides d'Austràlia i Àfrica.

## Reproducció
Aquestes espècies són monògames i territorials, encara que unes poques, entre ells els cucaburra tenen un sistema de cria en grup amb la participació dels membres de la niuada anterior. El niu és un forat a un arbre, ja sigui natural, el niu vell d'un pícid o excavat en fusta blana o podrida per ell mateix. Algunes espècies fan forats en termiters. No afegeixen material al niu, però les escombraries es poden acumular amb els anys. Ambdós pares incuben els ous i alimenten els pollets. Escalonen la posta a intervals d'un dia, així si hi ha poc menjar només sobreviu el pollet nascut abans. Els pollets naixen nus, cecs i desvalguts.

## Alimentació
Encara que alguns membres de la família, com Halcyon pileata freqüenta les zones humides, no són pescadors especialitzats. La majoria de les espècies romanen a l'aguait vigilant els moviments lents d'invertebrats o petis vertebrats. El cucaburra Clytoceyx rex escarva a les fulles a la recerca de cucs i altres preses, i l'alció de Vanuatu (Todiramphus farquhari) s'alimenta exclusivament d'insectes i aranyes. Diverses altres espècies de l'oest del Pacífic són també principalment insectívores i atrapen en vol les seves preses. Les espècies insectívores tendeixen a tenir pics plànols per ajudar en la captura d'insectes.

## Taxonomia
La subfamília dels halcionins (Halcyoninae) és una de les tres que formen la família dels alcedínids (Alcedinidae) dins l'ordre dels coraciformes (Coraciiformes) que també inclou els motmots i abellerols. En el passat, tots els blauets van ser col·locats als Alcedinidae però més tard es van separar en tres famílies: Alcedinidae, Cerylidae i Halcyonidae, dins el subordre dels Alcedines. Alguns autors però, continuaren considerant que aquestes tres famílies són en realitat subfamílies dels Alcedinidae i, per tant, anomenen aquest grup la subfamília dels halcionins (Halcyoninae).
Les espècies d'aquesta subfamília són molt conegudes: la vaguetat del recompte reflecteix les controvèrsies en la taxonomia més que qualsevol falta greu de dades sobre els mateixos ocells, la present disposició dels gèneres sembla haver sigut confirmada per les anàlisis moleculars, tot i que de la relació de molts gèneres entre ells continua sense resoldre's.
Aquesta subfamília es considera formada per 11 gèneres amb 69 espècies.
- Gènere Actenoides, amb 9 espècies.
- Gènere Melidora, amb una espècie: alció becganxut (Melidora macrorrhina).
- Gènere Lacedo, amb dues espècies.
- Gènere Tanysiptera, amb 9 espècies.
- Gènere Cittura, amb dues espècies.
- Gènere Clytoceyx, amb una espècie: alció bec d'esclop (Clytoceyx rex).
- Gènere Dacelo, amb 4 espècies.
- Gènere Caridonax, amb una espècie: alció de carpó blanc (Caridonax fulgidus).
- Gènere Pelargopsis, amb tres espècies.
- Gènere Halcyon, amb 12 espècies.
- Gènere Todiramphus, amb 25 espècies.